# Antología 1968-1992
Antología 1968-1992 es el tercer álbum recopilatorio de la banda chilena Quilapayún, lanzado en 1998. Incluye canciones que van desde su tercer álbum X Vietnam de 1968, hasta el álbum anterior a este, Latitudes de 1992.

## Lista de canciones
| Disco 1 |                                                                                   |                               |                               |          |  |
| N.º     | Título                                                                            | Letras                        | Música                        | Duración |  |
| 1.      | «Plegaria a un labrador» (3a versión; 1a de sencillo de 1969; 2a de Quilapayún 4) | Víctor Jara                   | Víctor Jara                   |          |  |
| 2.      | «La carta» (de Basta)                                                             | Violeta Parra                 | Violeta Parra                 |          |  |
| 3.      | «Los pueblos americanos» (de X Vietnam)                                           | Violeta Parra                 | Violeta Parra                 |          |  |
| 4.      | «Cueca de Joaquín Murieta» (de X Vietnam)                                         | Pablo Neruda                  | Sergio Ortega                 |          |  |
| 5.      | «La muralla» (3a versión; 1a de Basta y 2a con Isabel Parra)                      | Nicolás Guillén               | Quilapayún                    |          |  |
| 6.      | «Comienza la vida nueva» (de Vivir como él)                                       | Luis Advis                    | Luis Advis                    |          |  |
| 7.      | «Soy del pueblo» (de Vivir como él)                                               | Carlos Puebla                 | Carlos Puebla                 |          |  |
| 8.      | «El pueblo unido jamás será vencido» (de El pueblo unido...)                      | Sergio Ortega & Quilapayún    | Sergio Ortega                 |          |  |
| 9.      | «Susurro» (de Adelante)                                                           | instrumental                  | Rodolfo Parada *              |          |  |
| 10.     | «Premonición a la muerte de Joaquín Murieta» (de Adelante y Chante Neruda)        | Pablo Neruda                  | Eduardo Carrasco              |          |  |
| 11.     | «El plan leopardo» (de Adelante)                                                  | anónimo chileno               | Willy Oddó                    |          |  |
| 12.     | «Sonatina» (de Adelante)                                                          | instrumental                  | Hugo Lagos                    |          |  |
| 13.     | «Mi patria» (de Patria)                                                           | Fernando Alegría              | Eduardo Carrasco *            |          |  |
| 14.     | «Continuará nuestra lucha» (de Patria y Chante Neruda)                            | Pablo Neruda                  | Rodolfo Parada *              |          |  |
| 15.     | «Ventolera» (de Patria)                                                           | instrumental                  | Eduardo Carrasco & Hugo Lagos |          |  |
| 16.     | «La batea.txt» (3a versión; de Latitudes)                                         | Rodolfo Parada & Hernán Gómez | Toni Taño *                   |          |  |

| Disco 2 |                                                                     |                                   |                                  |          |  |
| N.º     | Título                                                              | Letras                            | Música                           | Duración |  |
| 1.      | «Malembe» (de Adelante)                                             | Quilapayún                        | popular cubana & Quilapayún      |          |  |
| 2.      | «El paso del ñandú» (de Patria)                                     | instrumental                      | Rodolfo Parada *                 |          |  |
| 3.      | «Ronda del ausente» (de Umbral)                                     | Fernando Alegría                  | Hugo Lagos                       |          |  |
| 4.      | «Discurso del pintor Roberto Matta» (de Umbral)                     | Roberto Matta                     | Eduardo Carrasco                 |          |  |
| 5.      | «Paloma quiero contarte» (de Umbral)                                | Víctor Jara                       | Víctor Jara                      |          |  |
| 6.      | «Oguere» (de Alentours)                                             | popular cubana                    | popular cubana **                |          |  |
| 7.      | «Canto negro» (de Alentours)                                        | Nicolás Guillén                   | Eduardo Carrasco                 |          |  |
| 8.      | «Dos sonetos» (de Chante Neruda)                                    | Pablo Neruda                      | Eduardo Carrasco                 |          |  |
| 9.      | «Es el colmo que no dejen entrar a la Chabela» (de Tralalí tralalá) | Eduardo Carrasco                  | Patricio Wang & Eduardo Carrasco |          |  |
| 10.     | «Transiente» (de Tralalí tralalá)                                   | instrumental                      | Patricio Wang                    |          |  |
| 11.     | «Free Nelson Mandela» (de Survarío)                                 | Desiderio Arenas                  | Desiderio Arenas                 |          |  |
| 12.     | «El niño mudo» (de Survarío)                                        | Federico García Lorca             | Patricio Wang                    |          |  |
| 13.     | «Palma sola» (de Survarío)                                          | Nicolás Guillén                   | Hugo Lagos                       |          |  |
| 14.     | «Las mujeres de Buenos Aires» (de Survarío)                         | Eduardo Carrasco                  | Patricio Wang                    |          |  |
| 15.     | «Allende» (de Latitudes)                                            | Rodolfo Parada & O. Jimeno-Grendi | Patricio Wang                    |          |  |
| 16.     | «Otro tiempo» (de Latitudes)                                        | Rodolfo Parada                    | Rodolfo Parada                   |          |  |

* arreglos por Quilapayún.
** arreglos por Manguare.
«Discurso del pintor Roberto Matta» es un discurso sobre los derechos humanos que realizó el pintor, pronunciado en el foro sobre la cultura chilena realizado en Toruń, Polonia, en mayo de 1979 y presenciado por connotados intelectuales.